# Tinodes adjaricus
Tinodes adjaricus là một loài Trichoptera trong họ Psychomyiidae. Chúng phân bố ở miền Cổ bắc.